# Иркэ
Иркэ (тат. Иркә; настоящее имя Айгуль Миншакирова (тат. Айгөл Миншакирова); род. 6 апреля 1984, деревня Новое Ибрайкино, Аксубаевский район, Татарская АССР) — татарская эстрадная певица и актриса. Заслуженная артистка Республики Татарстан (2018), заслуженная артистка Республики Башкортостан (2021), многократная обладательница премии «Алтын барс» («Татар җыры») .

## Биография
Айгуль Миншакирова родилась в деревне Новое Ибрайкино Аксубаевского района. По происхождению татарка (мишарка). В школе увлекалась баскетболом и музыкой. В 16 лет переехала в Набережные Челны, где выступала на подпевках и в качестве бэк-вокалистки на концертах популярных исполнителей и музыкальных групп, при этом продолжала учёбу. Приняла участие в кастинге «Йолдызлар Фабрикасы» (татарстанском аналоге «Фабрики звёзд»). Победа в кастинге позволила Айгуль принять участие в финале фестиваля «Татар җыры» (2005), где она выступила вместе с популярной певицей Ханией Фархи.
На следующем фестивале «Татар җыры» (2006), выступая уже под псевдонимом Иркэ, певица стала лауреатом в номинации «Открытие года», получив первую в своей карьере статуэтку «Алтын Барс».
В 2007 году выходит первый альбом певицы — «Бәхетле булыр идең». На фестивале «Татар җыры-2007» Иркэ становится лауреатом сразу в двух номинациях — за лучшую песню («Яңадан тудым») и за лучший дуэт (с группой «Айфара»).
Лауреатом «Татар җыры» Иркэ стала также в 2008 и 2010 годах. 16 апреля 2012 Иркэ вместе с другими лауреатами «Татар җыры» участвовала в гала-концерте в московском концертном зале «Крокус Сити Холл».
Иркэ выпустила шесть авторских альбомов, совместные записи с другими исполнителями (в том числе с Ландыш Нигматзяновой), её песни включены в ряд сборников татарской эстрады.
Как актриса дебютировала в фильме «Что приносит утро без петуха?-2» (тат. «Әтәчсез иртә ни китерә?-2»). Впоследствии сыграла и в заключительной части фильма.

## Личная жизнь
Айгуль — единственная дочь в семье; у неё есть три брата.
В 2012 года Айгуль вышла замуж за Артура Шабакаева. Никах был в мечети Кул Шариф, а свадьба проходила в торгово-развлекательном центре «Корстон».
У Иркэ есть дочь Айсылу от первого брака (род. 2002).
В 2014 г Айгуль родила дочь Амину.
В 2015 г. родилась третья дочь Сююмбикя.

## Дискография
- Бәхетле булыр идең (2007)
- Яңадан тудым (2007)
- Әллә миңа рәхәт дисеңме? (2009)
- Бик әйбәт (2011)
- Карлыгачта хәбәрем юк (2012)
- Тулы бәхет (2014)

## Фильмография
| Год  |   | Русское название                | Оригинальное название     | Роль |
| ---- | - | ------------------------------- | ------------------------- | ---- |
| 2007 | ф | Что приносит утро без петуха?-2 | Әтәчсез иртә ни китерә?-2 | Иркә |
| 2008 | ф | Что приносит утро без петуха?-3 | Әтәчсез иртә ни китерә?-3 | Иркә |